# Последнее путешествие девочек
«Последнее путешествие девочек» (яп. 少女終末旅行 Сё:дзё сю:мацу рёко:) — манга Цукумидзу, публиковавшаяся в интернет-журнале Kurage Bunch издательства «Синтёся» с февраля 2014 по январь 2018 года и насчитывающая шесть томов. Аниме-адаптация студии White Fox транслировалась с октября по декабрь 2017 года. Манга была издана на русском языке издательством АСТ, работа над макетом осуществлялась компанией «Реанимедиа».

## Сюжет
История повествует о Тито и Юри, двух девочках, которые передвигаются по развалинам цивилизации, опустошённой войной. День ото дня они путешествуют на модифицированном Kettenkrad в поисках пищи и ресурсов.

## Персонажи
Тито (яп. チト) — одна из главных героинь, Юри зовёт её просто Ти. Тёмноволоса, обладает широкими знаниями в области машин. В отличие от Юри, педантична и обожает книги. В основном спокойна и сдержанна. Водит Kettenkrad.
Сэйю: Инори Минасэ
Юри (яп. ユーリ Ю:ри) — вторая главная героиня, Тито зовёт её просто Ю. Светловолоса, довольно прожорлива, часто хочет съесть больше, чем имеется в запасе. Специалист по винтовкам.
Сэйю: Юрика Кубо
Канадзава (яп. カナザワ) — путешественник, которого девочки встретили, пытаясь найти выход к верхнему слою города. Картограф, хочет составить карту всего города. После расставания с девочками дарит им свою камеру.
Сэйю: Акира Исида
Исии (яп. イシイ) — женщина-учёный, проживающая на заброшенной авиабазе. После встречи с Тито и Юри заручилась их помощью, чтобы построить самолёт по старым чертежам и улететь в другой город. Даёт девочкам картофелины и рассказывает, где их можно достать.
Сэйю: Котоно Мицуиси
Котя (яп. ヌコ Нуко) — таинственное существо, которое подбирают Тито и Юри во время путешествия. Умеет изменять свою форму, чтобы приводить механизмы в действие, и общаться при помощи радиоволн.
Сэйю: Кана Ханадзава

## Медиа

### Манга
Манга, написанная и иллюстрированная Цукумидзу, публиковалась в интернет-журнале Kurage Bunch издательства «Синтёся» с 21 февраля 2014 по 12 января 2018 года. Первый том в формате танкобона вышел 8 ноября 2014 года. Всего к 9 марта 2018 года было выпущено 6 томов.
2 июня 2020 года в группе компании «Реанимедия» в социальной сети ВКонтакте было опубликовано объявление о покупке лицензии на мангу и издании её в формате омнибусов 2-в-1 с твёрдым переплётом. Книги были изданы в течение года. В 2022 серия была перевыпущена в 6 томах в мягком переплете.

#### Список томов
| № | Дата публикации      | ISBN                   |
| - | -------------------- | ---------------------- |
| 1 | 8 ноября 2014 года   | ISBN 978-4-10-771781-8 |
| 2 | 9 июля 2015 года     | ISBN 978-4-10-771830-3 |
| 3 | 9 февраля 2016 года  | ISBN 978-4-10-771874-7 |
| 4 | 9 ноября 2016 года   | ISBN 978-4-10-771929-4 |
| 5 | 8 сентября 2017 года | ISBN 978-4-10-772009-2 |
| 6 | 9 марта 2018 года    | ISBN 978-4-10-772009-2 |

### Аниме
Аниме-адаптация производства студии White Fox была анонсирована компанией Kadokawa на Anime Expo 2017. Режиссёром выступил Такахару Одзаки, сценаристом — Кадзуюки Фудэясу. Дизайн персонажей разработан Маи Тодой. Трансляция аниме в Японии продолжалась с 6 октября по 22 декабря 2017 года. Анимация для закрывающей заставки нарисована Цукумидзу. Сюжетно аниме охватывает только первые четыре тома.
Актрисы озвучивания главных героинь Инори Минасэ и Юрика Кубо совместно исполняют открывающую и закрывающую композиции «Ugoku, Ugoku» (яп. 動く、動く Двигайся, двигайся) и «More One Night» соответственно.

#### Список серий
| №  | Название                         | Дата премьеры        |
| -- | -------------------------------- | -------------------- |
| 1  | Звёздное небо «Хосидзора» (星空) | 6 октября 2017 года  |
| 1  | Война «Сэнсо:» (戦争)            | 6 октября 2017 года  |
| 2  | Ванна «Фуро» (風呂)              | 13 октября 2017 года |
| 2  | Дневник «Никки» (日記)           | 13 октября 2017 года |
| 2  | Прачечная «Сэнтаку» (洗濯)       | 13 октября 2017 года |
| 3  | Встреча «Со:гу:» (遭遇)          | 20 октября 2017 года |
| 3  | Город «Тоси» (都市)              | 20 октября 2017 года |
| 3  | Уличные фонари «Гайто:» (街灯)   | 20 октября 2017 года |
| 4  | Фотография «Сясин» (写真)        | 27 октября 2017 года |
| 4  | Храм «Дзиин» (寺院)              | 27 октября 2017 года |
| 5  | Дом «Дзю:кё» (住居)              | 3 ноября 2017 года   |
| 5  | Короткий сон «Хирунэ» (昼寝)     | 3 ноября 2017 года   |
| 5  | Звук дождя «Амаото» (雨音)       | 3 ноября 2017 года   |
| 6  | Авария «Косё:» (故障)            | 10 ноября 2017 года  |
| 6  | Технология «Гидзюцу» (技術)      | 10 ноября 2017 года  |
| 6  | Взлёт «Ририку» (離陸)            | 10 ноября 2017 года  |
| 7  | Лабиринт «Мэйро» (迷路)          | 17 ноября 2017 года  |
| 7  | Готовка «Тё:ри» (調理)           | 17 ноября 2017 года  |
| 8  | Память «Киоку» (記憶)            | 24 ноября 2017 года  |
| 8  | Спираль «Расэн» (螺旋)           | 24 ноября 2017 года  |
| 8  | Лунный свет «Гэкко:» (月光)      | 24 ноября 2017 года  |
| 9  | Технология «Гидзюцу» (技術)      | 1 декабря 2017 года  |
| 9  | Аквариум «Суйсо:» (水槽)         | 1 декабря 2017 года  |
| 9  | Жизнь «Сэймэй» (生命)            | 1 декабря 2017 года  |
| 10 | Электропоезд «Дэнся» (電車)      | 8 декабря 2017 года  |
| 10 | Длина волны «Хатё:» (波長)       | 8 декабря 2017 года  |
| 10 | Захват «Хокаку» (捕獲)           | 8 декабря 2017 года  |
| 11 | Культура «Бунка» (文化)          | 15 декабря 2017 года |
| 11 | Разрушение «Харэцу» (破壊)       | 15 декабря 2017 года |
| 11 | Прошлое «Како» (過去)            | 15 декабря 2017 года |
| 12 | Соединение «Сэцудзоку» (接続)    | 22 декабря 2017 года |
| 12 | Подруга «Накама» (仲間)          | 22 декабря 2017 года |

## Критика
Первые два тома английского издания манги были включены в список выдающихся графических романов для подростков 2018 года Американской библиотечной ассоциации. На Crunchyroll Anime Awards 2017 аниме выиграло в номинации «Лучшая повседневность».